# Sharptown
Sharptown és una població dels Estats Units a l'estat de Maryland. Segons el cens del 2000 tenia 649 habitants.

## Demografia
Segons el cens del 2000, Sharptown tenia 649 habitants, 258 habitatges, i 180 famílies. La densitat de població era de 611,2 habitants per km².
Dels 258 habitatges en un 32,9% hi vivien nens de menys de 18 anys, en un 54,7% hi vivien parelles casades, en un 10,5% dones solteres, i en un 30,2% no eren unitats familiars. En el 26% dels habitatges hi vivien persones soles el 14% de les quals corresponia a persones de 65 anys o més que vivien soles. El nombre mitjà de persones vivint en cada habitatge era de 2,52 i el nombre mitjà de persones que vivien en cada família era de 3.
Per edats la població es repartia de la següent manera: un 25,3% tenia menys de 18 anys, un 5,2% entre 18 i 24, un 31,1% entre 25 i 44, un 21,9% de 45 a 60 i un 16,5% 65 anys o més.
L'edat mediana era de 38 anys. Per cada 100 dones de 18 o més anys hi havia 90,2 homes.
La renda mediana per habitatge era de 40.200 $ i la renda mediana per família de 44.500 $. Els homes tenien una renda mediana de 31.125 $ mentre que les dones 18.977 $. La renda per capita de la població era de 15.190 $. Entorn del 4,5% de les famílies i el 8,1% de la població estaven per davall del llindar de pobresa.

## Poblacions més properes
El següent diagrama mostra les poblacions més properes.